# Copa Conecta
Copa Conecta ist ein in der Saison 2021/22 eingeführtes Fußballturnier in Mexiko, das in jährlichem Rhythmus ausgetragen wird. Teilnahmeberechtigt sind 12 Mannschaften aus der Liga Premier und 20 Mannschaften aus der Liga TDP.

## Übersicht der bisherigen Finalpaarungen
| Jahr | Pokalsieger               | Ergebnis        | Finalist             |
| ---- | ------------------------- | --------------- | -------------------- |
| 2022 | Aguacateros de Peribán    | 1:1 (6:5 i. E.) | Club Deportivo Muxes |
| 2023 | Inter Playa del Carmen    | 2:0             | Calor de San Pedro   |
| 2024 | Racing FC Porto Palmeiras | 2:0             | Diablos de Tesistán  |
| 2025 | CF Santiago               | 3:0             | Real Zamora          |